# Лио
Лио (фр. Lio; 17 июня 1962 года) — бельгийская певица и актриса.

## Биография
Ванда Мария Рибейро Фуртадо Таварес де Васконселос (фр. Vanda Maria Ribeiro Furtado Tavares de Vasconcelos) родилась в португальском городе Мангуалди.  
Её сестра, Элена Ногерра, известная фотомодель и актриса. 
В 1979 году, вместе с Джеем Алански, Жаком Дювалем, Марком Мули и Дэном Лаксманом записывает первые два сингла: «Le banana split», который разошёлся в двух миллионах копиях, и «Amoureux solitaires», в оригинале которую исполняла панк-рок группа "Stinky Toys".

## Дискография

### Синглы
- 1980 — «Le banana split»
- 1980 — «Amoureux solitaires»
- 1980 — «Sage comme une image»
- 1981 — «Amicalement votre»
- 1982 — «Mona Lisa»
- 1983 — «Zip a doo wah»
- 1983 — «La reine des pommes»
- 1986 — «Les brunes comptent pas pour des prunes»
- 1986 — «Fallait pas commencer»
- 1986 — «Je casse tout ce que je touche»
- 1986 — «Chauffeur»
- 1988 — «Seules les filles pleurent»
- 1988 — «Tu es formidable»
- 1991 — «Girl from Ipanema»
- 1991 — «L’autre joue»
- 1996 — «Tristeza»
- 2000 — «Je suis comme je suis»

### Альбомы
- 1980 — Lio
- 1982 — Suite sixtine
- 1983 — Amour toujours
- 1986 — Pop model
- 1988 — Can can
- 1991 — Des fleurs pour un caméléon
- 1996 — Wandatta
- 2000 — Chante Prévert
- 2003 — Cœur de rubis
- 2005 — Les Pop Songs (Best Of 1)
- 2005 — Les Ballades (Best Of 2)
- 2005 — Pop Box — 25 Years In Pop (7 remastered CDs with bonus tracks and 1 DVD of clips)
- 2006 — Dites Au Prince Charmant

## Фильмография
- 1985 — Elsa Elsa
- 1986 — Golden Eighties
- 1988 — Баловень судьбы
- 1989 — Chambre à part
- 1991 — Sale comme un ange
- 1991 — Jalousie
- 1991 — Rock-A-Doodle
- 1992 — Après l’amour
- 1992 — Sans un cri
- 1994 — Personne ne m’aime
- 1995 — Dieu, l’amant de ma mère et le fils du charcutier
- 2002 — Carnages
- 2004 — Colette, une femme libre
- 2004 — Mariages!
- 2005 — Les Invisibles
- 2007 — The Last Mistress
- 2007 — Lost Signs
- 2008 — Le Prince de ce monde
- 2009 — La robe du soir
- 2010 — A Dix Minutes De Nulle Part